# جابر الكاسر
جابر الكاسر، هو مطرب سعودي من مواليد حائل في (10 فبراير 1974) عرف ببدايته كفنان شعبي.

## سيرته
كانت بدايته بالبوم ظلمتني وكان الطابع الشعبي عنوانه. ثم بعد ذلك جاء البومة الثاني بعنوان أستاذ الغرام. ومن ثم الالبوم الثالث بعنوان تذكار وقد حقق نجاح هذا الالبوم وقد تعاون في هذا العمل مع عدد من الشعراء المتميزين والملحنين. وبعد ذلك وفي عام 1425هـ اصدر الالبوم المتميز بعنوان ابشر بعزك وهذا الالبوم يعتبر بداية انخراطه في الأغاني السريعة وقلل من اللحن الشعبي. وفي عام 1426هـ صدر له جلسه بعنوان يا مشاعل. وفي عام 1428هـ وفي ترقب جمهوره صدر له البوم تدلع وهذا العمل شكُل نقله نوعيه للفنان جابر وضم الالبوم اغاني مميزه فيها جميع الالوان وما يناسب جميع جمهوره من داخل السعودية والخليج. وذلك لكي يرضي جميع الاذواق. ومن ثم البوم مشتاق بعام 1430هـ وكالعادة جابر يطرب جمهوره وينتقي كل ماهو جديد. وفي عام 1433 اصدر الومه الطربي من الآخر. ويحمل هذا الالبوم عدة أغاني مميزه وكانت أغنية احبك حب يا مجنون متسيده الساحة وقد اطرب الجماهير.